# Спасо-Всеградский собор
Спасо-Всегра́дский собо́р (полное название: Всеградский Обыденный собор во имя Спаса Всемилостивого) — утраченный православный храм в Вологде, один из наиболее значительных исторических памятников города, возведённый в 1688—1698 годах на бывшей Спасской площади. Разрушен в 1972 году.

## История
Собор построен на месте обыде́нной (построенной за один день 18 (28) октября 1654 года) деревянной церкви Спаса Всемилостивого, которую называли «Всеградской». В том году в Вологде свирепствовала моровая язва, и строительство «обыденной» церкви было предпринято в качестве духовного подвига во избавление от болезни. Тогда же был составлен общественный «Приговор» горожан, которым они брали на себя и своих потомков обязательство вечно хранить церковь Спаса Всемилостивого.
Спустя четыре дня после постройки церкви также «обыденно», то есть за один день, была написана икона Всемилостивого Спаса, которая стала главной святыней храма и всего города. В её честь ежегодно 23 октября проводился крестный ход.
Деревянная церковь быстро ветшала и не могла вместить толпы богомольцев, стекавшихся в неё отовсюду. Поэтому в 1688 году началось возведение каменного собора. Его строили прямо над деревянной единодневной церковью, в которой ни на день не прекращалась церковная служба. Полностью храм был готов в 1691 году. В 1692 году разрушился по неизвестной причине и был отстроен заново. В 1718 году он был расписан. Среди прочего фрески изображали избавление Вологды от моровой язвы. В 1720-е годы к храму была пристроена тёплая придельная церковь во имя Тихвинской иконы Божией Матери. В XIX веке собор неоднократно подвергался перестройке и постепенно утратил свой первоначальный вид: в 1840-1842 годах были перестроены трапезная и тёплая церковь. Тогда же был возведён ещё один придел, но он по каким-то причинам не был освящён и использовался впоследствии лишь для хранения церковной утвари. В 1851-1853 годах была проведена масштабная реконструкция собора: была заменена стенная живопись, расширен алтарь, поднят пол, растёсаны (увеличены) окна. В 1898 году фрески были вновь переписаны. К началу XX века от старого собора осталась только колокольня и фасад главной церкви.
Спасо-Всеградский собор стал главным храмом Вологды, получавшим большие денежные пожертвования. В нём принимали присягу выборные руководители города. День постройки Спасской церкви и избавления от моровой язвы, 18 октября по старому стилю до революции отмечался в Вологде как главный «всеградский праздник», называвшийся в народе «Лукин день».
В этот день совершалось торжественное всенощное бдение. Каждой городской церкви было определено точное время среди ночи, в которое священник вместе со своими прихожанами и певчими являлся в собор и совершал молебен. Позднюю литургию в соборе служил архиерей с сонмом духовенства. По окончании литургии совершался крестный ход.
С 14 сентября 1898 года по 7 сентября 1900 года священником Всеградского собора служил Николай (Караулов), в будущем епископ Вельский, викарий Вологодской епархии, причисленный к лику святых Русской православной церкви в 2000 году.

## «Сказание о моровой язве»
Обстоятельства постройки храма изложены в «Сказании о моровой язве», датируемом первой четвертью XVIII века. В середине XIX века было известно несколько его списков.
Научная публикация сказания осуществлялась дважды: в 1866 (подготовка текста А. Малевинского) и 1997 году (публикатор — Н. Малинина). В последнем случае опубликован список, хранящийся в настоящее время в фондах Вологодского музея-заповедника. Список является частью сборника второй четверти XIX века и имеет второй, более пространный, заголовок: «Сказание о милости Божий и о создании храма во имя Господа Бога и Спаса нашего Иисуса Христа от смертоносныя язвы».
Кроме изложения событий (семь недель эпидемии, постройка храма, написание «обыденной» иконы и исцеление горожан) в текст включены проповеди и поучения. Это позволяет исследователям говорить о том, что автор сказания, скорее всего, был человеком духовного звания, хорошо знакомым с богослужебной литературой.

## Внутреннее убранство
В начале XX века внутреннее убранство собора было описано вологодским священником о. Сергием (Непеиным):
Войдя в храм, прежде всего поражаешься его обширности. Пред взором открывается трапезная в 12 сажен длины при ширине в семь и вышине в четыре сажени со сводчатым потолком, поддерживаемым четырьмя столбами. Громадная арка соединяет трапезу с передним храмом. Новая иконопись в приделах и настенное письмо немало способствуют благолепию храма, в 1898 г. поновленного и украшенного уборкою. Работы по иконописи и живописи выполнены московским живописцем Ивановым. Прекрасно гармонирует с общим видом трапезы изящный плиточный пол. Переднего храма ремонт пока не коснулся. Общая сумма расхода по отделке трапезного храма достигает 18 тысяч. Из этой суммы часть отчислена от свободных церковных сумм, часть поступила от благотворителей, особенно от церковного старосты Я. А. Бурлова.
Главная святыня храма икона Всемилостивого Спаса помещается в переднем иконостасе на правой стороне от царских врат. Она небольших размеров, — в фут вышиною и называется в старых документах «штилистовою». Письмо иконы старинное греческое. Спаситель изображен стоящим с указующей долу десницею. В левой руке — Евангелие, разогнутое на словах: «Придите ко Мне вси труждающиися». Усердием благотворителей эта св. икона великолепно украшена золотою ризою и драгоценными камнями. Чеканка ризы выполнена по рисунку известного академика Ф. Солнцева в С.-Петербурге в 1856 году. Весу в ризе чистого червонного золота два фунта и сверх того четыре фунта серебра в доске, покрывающей бока и оборотную сторону иконы. По контурам изображения до 500 крупных жемчужных зерен. В венце Спасителя, в цате и других местах до 700 различных драгоценных камней. В нижней части ризы, по сторонам ног Спасителя в двух клеймах вычеканена летопись иконы: «начата бысть писатись сия икона образ Господа Нашего Иисуса Христа в богозданном граде на Вологде, в лето 7163, месяца октября в 23 день, на память Святого Апостола Иакова Брата Господня: того дни и написася сей образ Господень, благочестивыя державы царства Государя Царя и Великого Князя Алексия Михайловича всея России Самодержца, в славу и хвалу Вседержителя Бога и всех святых, угодивших от века, аминь». Время составления этой летописи неизвестно: на самой иконе её нет, a вместо неё написан тропарь: «С вышних призирая…» и кондак: «Возбранный воеводо…». У нижнего края ризы в малом клейме вычеканена надпись: «Вера твоя спасет тя: иди в мире». Эта св. икона издревле называется и почитается чудотворною, хотя известий о чудесах от прежних времен и не сохранилось. Вологжане всегда к этой иконе имели особенное усердие и молились пред ней с необыкновенною верою. Каждодневно пред нею поются молебны усердствующими и часто она уносится по домам. Многие благочестивые семьи соблюдают обычай, свято поддерживаемый, в известный день непременно приносить эту св. икону к себе на дом для совершения молебствия. В честь этой иконы издревле установлен крестный ход в Спасскую церковь в день главного её праздника, 18 октября. Она участвует во всех крестных ходах, бывающих в Вологде.
Из прочих св. икон замечательны по древности: икона Одигитрии местная, Всех скорбящих Радости, греческого письма. Тихвинской Божией Матери, писанная в 1719 году, Благовещения, — писанная в 1647 году, крест, — сделанный из дерева от преждебывшей первоначальной церкви, золотой крест, сканной работы, небольшого размера с частью ризы Господней и панагия, — неизвестного происхождения.

## Упразднение и снос собора
В феврале 1923 года комиссией Наркомпроса была разработана «Инструкция по распределению памятников по категориям». В соответствии с ней составлялись ведомости особо ценных церковных сооружений. Прочие признавались «неценными». Была составлена такая ведомость и по Вологодской губернии, но собор в неё не попал.
25 мая 1924 года зампред Вологодского Губисполкома направил в Народный комиссариат юстиции письмо о закрытии и ликвидации некоторых вологодских храмов, находящихся на площади перед Домом Союзов, в том числе Спасо-Всеградского, с последующим открытием на площади дома «Смычки города с деревней». Против этого протестовали не только приходские общины, но и Центральные государственные реставрационные мастерские во главе с известным художником И. Э. Грабарем. Последний призывал признать положение памятников архитектуры Вологды в высшей степени угрожающим и по мере возможности командировать на место архитектора для организации дела охраны архитектурных памятников города.
О бедственном положении был уведомлен ВЦИК и лично Калинин. Тот потребовал от Губисполкома соблюдения декрета охраны памятников искусства старины и согласования действий с Главнаукой. Однако Губисполком стоял на своём:

…в городе Вологде на площади более 3 кв. верст с населением до 50.000 человек насчитывается слишком 40 церквей и в силу последнего обстоятельства закрытие храмов на площади перед Домом Союзов не может отразиться на религиозных интересах верующих, Губисполком, идя навстречу желанию большинства граждан города, вынес постановление о закрытии этих храмов для использования их под культурно-просветительные учреждения и вместе с тем признает необходимым 2 церкви не представляют никакой архитектурной ценности, сломать, как загромождающие площадь и одна из них разобрана. Спасовсеградский храм использовать под театр.
— В. В. Костыгов. Протоколы заседаний архитектурно-реставрационного отдела Центральных государственных реставрационных мастерских...
В 1925 году службы в Спасо-Всеградском соборе были прекращены. В помещении разместился городской «Дом Искусств». В 1932 году здание со снесённой колокольней и главами было приспособлено под кинотеатр им. Горького с двумя кинозалами, устроенными в бывших помещениях холодной церкви. 29 мая 1932 года в нём был показан первый кинофильм «Златые горы», а последняя картина, показанная здесь, называлась «Мое последнее танго».
Уже в 1935 году советскими властями было принято решение о сносе здания кинотеатра, однако что-то помешало его осуществить, и собор был окончательно разрушен только в 1972 году. При разрушении использовались танки, предположительно потому, что стены собора оказались слишком крепкими для подрыва взрывчаткой. Икона Всемилостивого Спаса при закрытии Спасо-Всеградского собора была передана в Вологодский краеведческий музей. Это не оригинальная «обыденная» икона, которая до нас не дошла, а список 1755 года.

## Вопрос о восстановлении собора
В 1997 году на месте, где стоял Спасо-Всеградский собор, был установлен памятный крест. В 2024 году рядом был поставлен деревянный храм, сообщалось об открытии специального благотворительного счёта для сбора пожертвований на восстановление собора. Иницитаиву поддержал патриарх Кирилл.

## Фотогалерея
- Вид на Спасскую площадь и собор 
(1900-е годы).
- Вид на Спасскую площадь и собор 
(1900-е годы).
- Вид на собор с Малой Духовской улицы (1887).
- Поклонный крест на месте, где стоял собор (2008).